# From Fans to Fans
From Fans to Fans – album koncertowy Elvisa Presleya. Został nagrany podczas występu na żywo 24 kwietnia 1977 r. w Ann Arbor.

## Lista utworów
1. „See See Rider”
2. „I Got a Woman – Amen”
3. „Love Me”
4. „If You Love Me”
5. „You Gave Me a Mountain”
6. „Tryin’ To Get To You”
7. „’O sole mio – It’s Now or Never”
8. „Little Sister”
9. „Teddy Bear – Don’t Be Cruel”
10. „Help Me”
11. „My Way”
12. „Poke Salad Annie”
13. „Intro: Early Morning Rain – What’d I Say – Johnny B. Goode – Love Letters – School Days”
14. „Hurt”
15. „Hound Dog”
16. „Unchained Melody”
17. „Little Darlin'”
18. „Can’t Help Falling in Love”